# Eudinaspis jorgenseni
Eudinaspis jorgenseni är en insektsart som beskrevs av Lizer y Trelles 1942. Eudinaspis jorgenseni ingår i släktet Eudinaspis och familjen pansarsköldlöss. Inga underarter finns listade i Catalogue of Life.